# لوزینوپولیس
لوزینوپولیس (به پرتغالی: Luzinópolis) یک منطقهٔ مسکونی در برزیل است که در توکانتینس واقع شده‌است. لوزینوپولیس ۳٬۱۵۴ نفر جمعیت دارد.